# Scioglyptis semitata
Scioglyptis semitata là một loài bướm đêm trong họ Geometridae.